# Tarumirim
Tarumirim este un oraș în Minas Gerais (MG), Brazilia.